# HD 70642 b
HD 70642 b는 항성 HD 70642를 약 3.23 AU 거리만큼 떨어져서 돌고 있는 외계 행성이다. 1회 공전에는 5.66년 걸린다. 이 행성은 ‘쌍둥이 목성’으로 부를 수 있을 정도로 목성과 매우 흡사한 물리적 특징을 갖고 있다. 항성으로부터의 거리는 목성의 5분의 3, 질량은 2배이다. 다만 공전 궤도 이심률은 목성의 3분의 2 수준으로, 다른 가스 행성들에 비교할 때 원에 가까운 편이다. 2003년 7월 3일 발견되었다.

## 참고 문헌
- (영어) Carter;  외. (2003). “Planet around HD70642”. 《앵글로-오스트레일리안 행성 탐사》. 2007년 4월 3일에 원본 문서에서 보존된 문서. 2007년 5월 17일에 확인함.
- (영어) Carter;  외. (2003). “A Planet in a Circular Orbit with a 6 Year Period”. 《The Astrophysical Journal Letters》 593 (1): L43–L46. doi:10.1086/378185.

## 같이 보기
- 게자리 55 d
- 글리제 777 b
- HD 28185 b
- 제단자리 뮤 e
- 테이블산자리 파이 b